# Académie nationale de médecine
L'Académie nationale de médecine (in italiano: Accademia nazionale di medicina) è un istituto francese per la ricerca scientifica fondato il 20 dicembre 1820 da re Luigi XVIII di Francia sotto la spinta del barone e medico Antoine Portal.
Alla sua nascita l'istituzione era conosciuta con il nome Académie royale de médecine (Accademia reale della medicina).

## Sede
La struttura quattro anni dopo acquisì una propria sede nella città di Poitiers, in cui rimase fino al 1850. Fu poi trasferita a sua volta in una sala dell'Ospedale della carità della cittadina di La Rue-Saint-Pierre. La struttura attuale sita lungo il viale Rue Bonaparte, è stata ricostruita tra il 1899 ed il 1902 ad opera dell'architetto francese Justin Rochet.

## Denominazioni dell'accademia
- Académie royale de médecine (1820-1851)
- Académie impériale de médecine (1852-1947)[1]
- Académie nationale de médecine (1947-oggi)[2]

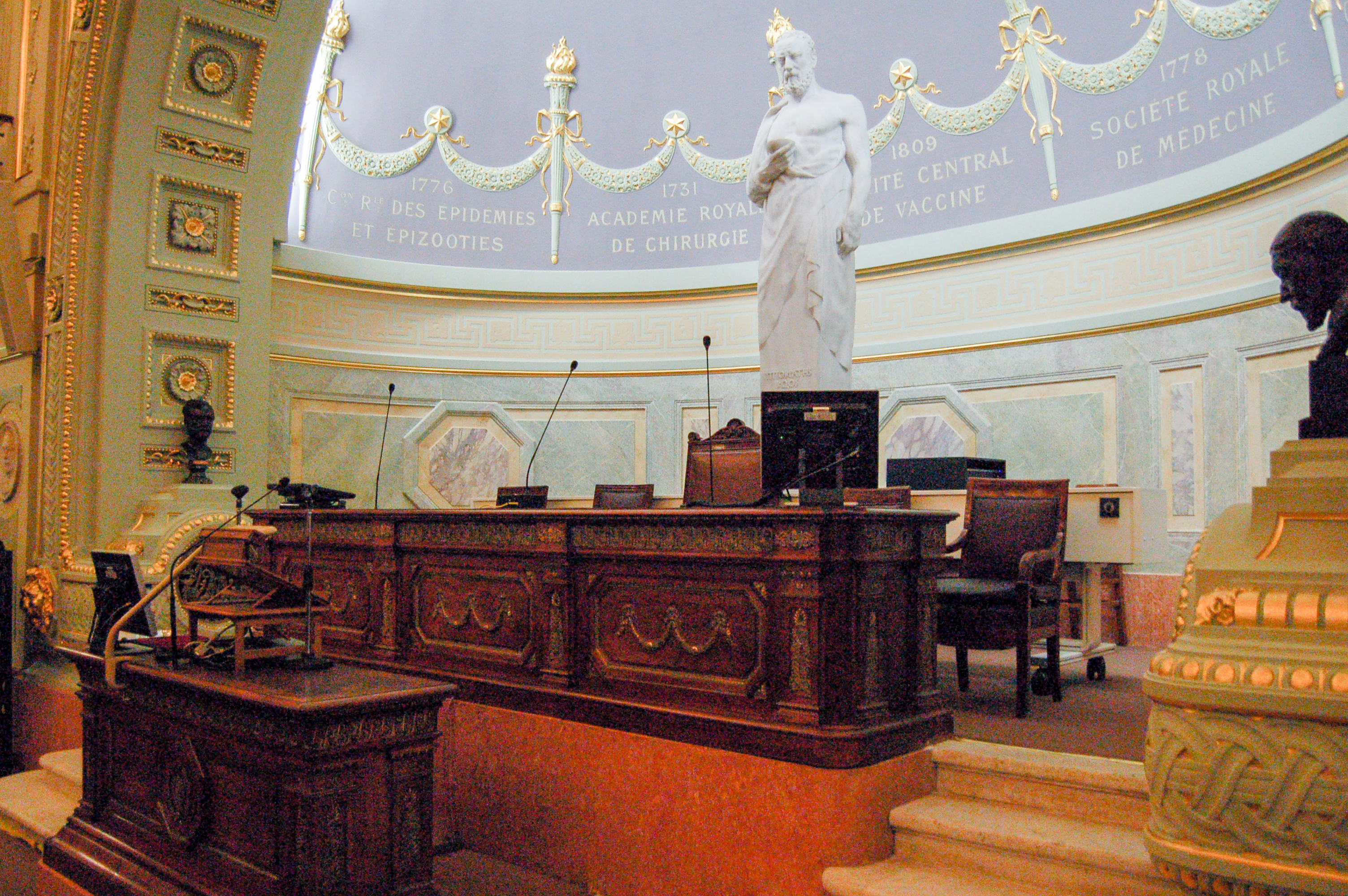
Il pulpito di una stanza all'interno dell'accademia

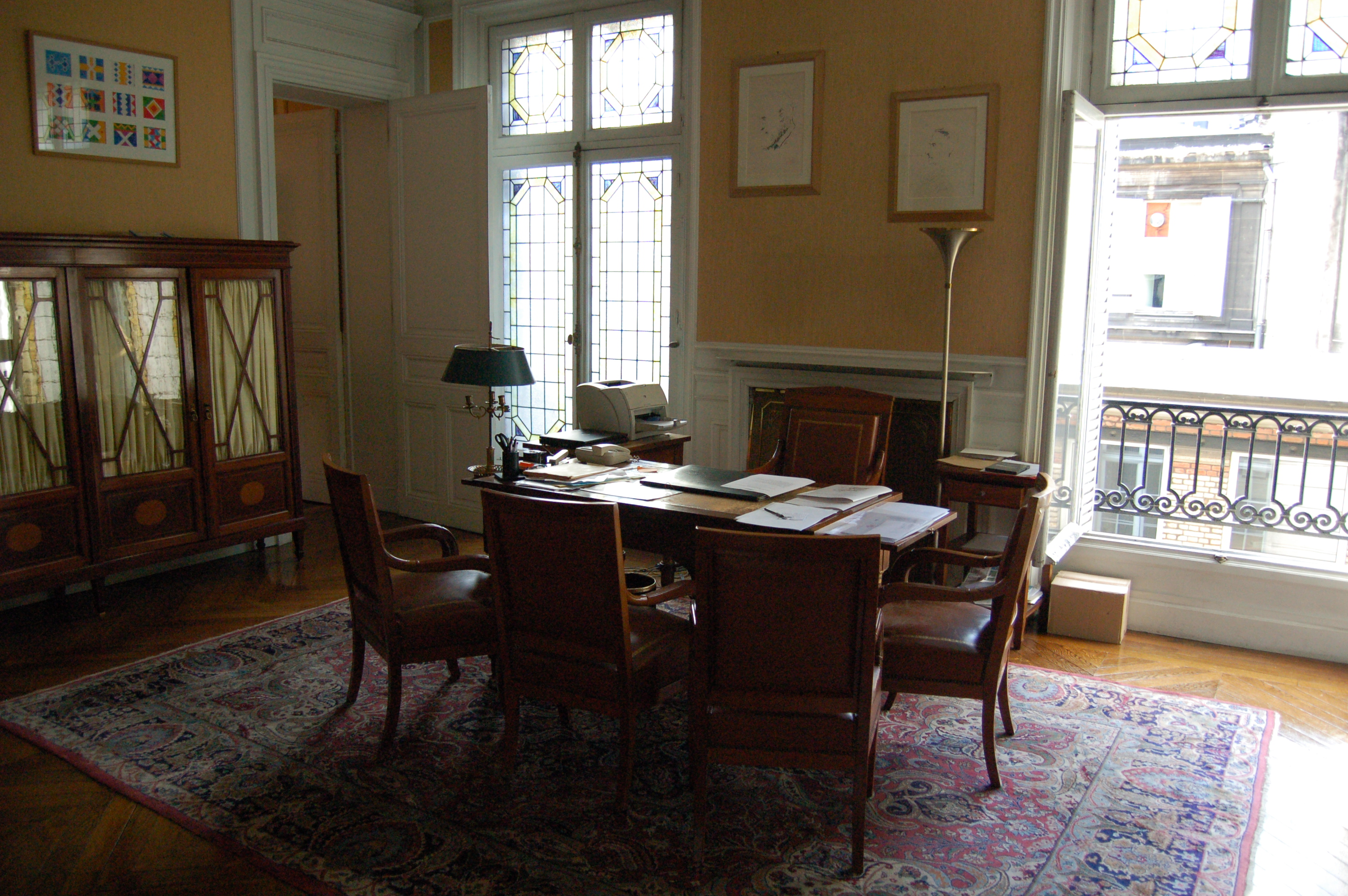
L'ufficio del capo di Gabinetto dell'accademia

## Ordonnance de 1820(Ordinanza del 1820)
L'editto del 1820, conosciuto ufficialmente come Ordonnance de 1820, fu un particolare trattato di legge firmato da Lugi XVIII. Esso istituì alcune missioni riguardanti l'accademia:
«Questa Accademia è particolarmente istituita per rispondere a tutte le richieste provenienti dal governo su tutti i temi che possono interessare la salute pubblica, e soprattutto sulle epidemie, malattie specifiche di un paese, epizoozie, diversi campi della medicina legale, la propagazione della vaccinazione antivariolica, valutazione di nuove e segrete, interne ed esterne, i farmaci, le acque minerali naturali o artificiali, ecc .. "
"L'Accademia inoltre si prende carico delle opere del Companie royale de médecine e l'Académie royale de chirurgie in tutti i settori di studio o di ricerca che possano contribuire al miglioramento della tecnica di guarigione."
Di conseguenza, tutti i registri e documenti appartenenti ai due istituti e in relazione ai compiti assegnati alle accademie, verranno trasmessi come archivi alla nuova accademia.»

## Alcuni membri famosi
- Antoine Portal - fondatore
- Georges Duhamel
- Ernest Fourneau
- François Henri Hallopeau
- Mary Corinna Putnam Jacobi
- Marie Curie
- Gaston Milian

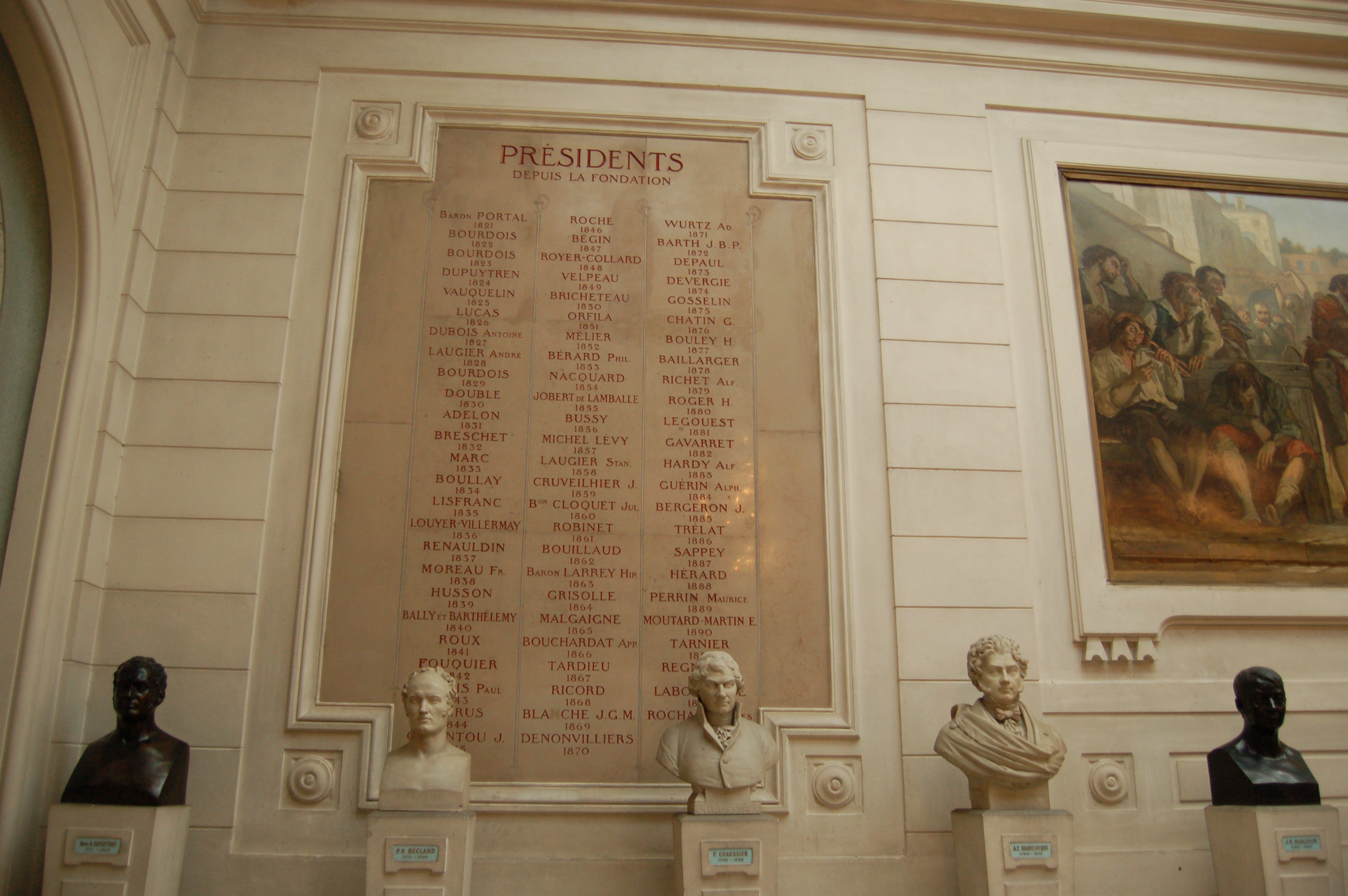
Lista dei presidenti dell'accademia con sotto i loro busti in marmo

- Léon Ambard (1876 - 1962), medico e farmacologo
- Nicolas-Philibert Adelon
- Arnold Netter
- Félix Hippolyte Larrey, medico personale di Napoleone III
- Sleim Ammar, medico tunisino (1927-1999)